# Riksväg 95

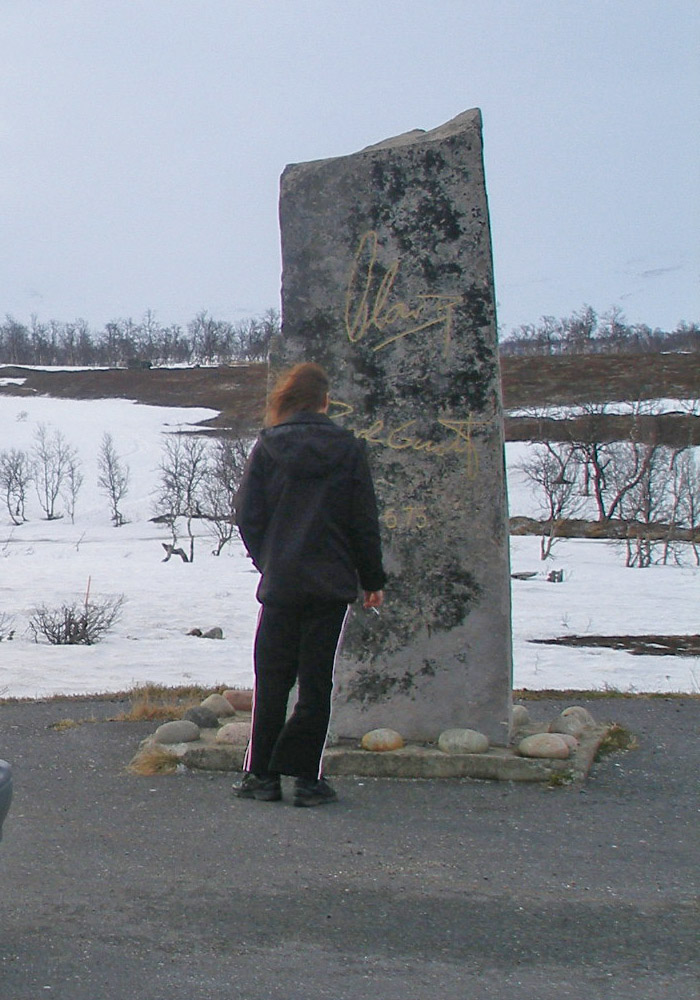
Minnessten på gränsen mellan Sverige och Norge vid riksväg 95 med namnteckningar av kung Carl XVI Gustaf och kung Olav V av Norge.

Riksväg 95 är en riksväg som går mellan Skellefteå i Västerbottens län och norska gränsen i Norrbottens  län (Merkenisvuopmekietje), via Boliden, Jörn, Glommersträsk, Arvidsjaur, Arjeplog och Jäckvik. Den skyltas till Bodø i Norge (då som riksväg 77). Sträckan mellan Skellefteå och Bodø är 506 kilometer.

## Sträckning
Vägen är till stora delar miljöstakad, tvåfältig landsväg 7–9 m bred. Från Skellefteå följer vägen Klintforsån upp till dess källflöde vid Strömfors. Där tar odlingslandskapet slut och de djupa skogarna tar vid. Norra stambanan korsas vid stationssamhället Jörn, där trafiken numera leds runt tätorten. Vid Glommersträsk korsar vägen Militärvägen mellan garnisonsstäderna Sollefteå och Boden. Mellan Glommersträsk och Abborrträsk passerar vägen genom ett dödisområde, Tjärnheden, med en mängd små tjärnar. Arvidsjaur passeras längs huvudgatan, och väster om köpingen ligger en trevägscirkulationsplats, där E45 mot Gällivare tar av norrut. Vägarna E45 och riksväg 95 har sedan gemensam sträckning i en mil innan E45 tar av söderut. 
Mellan Arvidsjaur och Arjeplog tar skogen vid igen och endast några fåtal små byar passeras på de nio milen. Genom Arjeplog finns stora vattenspeglar på var sida vägen. Silvermuseet och kyrkan ligger vid Hornavans strand. Efter Arjeplog blir skogen glesare och knotigare, och de första fjällen syns. Vid polcirkeln, nära Vuoggatjålme finns sista macken innan gränsen och en livsmedelsaffär.
Efter Jäckvik tar fjällandskapet över och vägen slingrar sig fram längs Sädvajaures strand. Efter sista byn Vuoggatjålme, precis innan kalfjället, vid Mierkenis, har Trafikverket en vägstation och en bom där man kan stänga av vägen vid hårt väder.
Riksväg 95 är den enda svenska riksvägen på kalfjället, och når 740 meter över havet, cirka åtta kilometer från norska gränsen. Sträckan är känslig för snöstormar på vintern, och kolonnkörning efter plogbil eller avstängning av vägen mellan Mierkenis och norska gränsen brukar inträffa några gånger varje vinter.
På den norska delen av vägsträckningen, riksväg 77, finns den gemensamma norsk-svenska tullstationen som ligger tio kilometer väster om gränsen. Nära E6 finns sedan 2019 en tre kilometer lång tunnel, Kjernfjellstunneln,som ersatte en smal och brant sträcka.

## Historik
Sträckningen som handelsstig mellan Skellefteälvens utlopp i Bottenviken och de stora sjöarna Storavan, Uddjaure och Hornavan är urgammal. Redan på 900-talet gick en handelsled mellan Arjeplog och norska kusten. De första väglika lämningarna härrör från den första epoken av verksamhet i Nasafjälls silververk (1635–1659), och består av ett antal kavelbroar. Den mesta transporten skedde dock vintertid på frusna sjöar och myrar.
År 1872 färdigställdes landsvägen Piteå–Abborrträsk–Arvidsjaur–Avaviken med ångbåtanslutning från Avaviken till Arjeplog Åtta år senare var vägen mellan Skellefteå och Abborrträsk klar. Vägen mellan Arvidsjaur och Arjeplog invigdes 1902.
Den gamla vägen mellan Skellefteå och Arvidsjaur gick genom byarna Stämningsgården, Varuträsk, Svanström och Strömfors, byar som nu riksväg 95 passerar på behörigt avstånd. Den gick också norr om Jörnsträsket förbi Österjörn och sedan genom stationssamhället Jörn. Även vid Abborrträsk gick den gamla vägen genom byn. Även när Skellefteå–Arvidsjaur år 1962 skyltades som riksväg 95 bestod den till största delen av en smal grusväg.
Vägen från Arjeplog och västerut byggdes ut efter hand, sedan bilen gjort sitt intåg, till Jäckvik och Sädvaluspen. Vägen över till Norge färdigställdes i samband med stora vattenkraftutbyggnader under 1960- och 1970-talen i Skellefteälvens övre lopp, och den färdiga vägen invigdes av kung Carl XVI Gustaf 1975.
Vägen Skellefteå–Arvidsjaur–Arjeplog blev 1951 skyltad som länshuvudväg 371. Vid vägnummeromläggningen 1962 blev sträckan Skellefteå–Arvidsjaur riksväg 95 och sträckan Arvidsjaur–Arjeplog blev länsväg 371. Efter invigningen av gränspassagen till Norge anslöts sträckan Arvidsjaur–Arjeplog–norska gränsen till länsväg 375 mellan Arvidsjaur och Luleå. Sedan 1986 har riksväg 95 sin nuvarande sträckning.

## Andra namn
Riksväg 95 kallas även Silvervägen, och sträckan Arjeplog–E6 i folkmun även för Graddisvägen, efter byn Graddis på norska sidan av gränsen. Sträckan Arvidsjaur–norska gränsen är en del av Barents väg (Bodø-Haparanda-Murmansk).

## Trafikplatser och korsningar
|  | Nr     | Namn                   | Skyltning                          |
|  | ------ | ---------------------- | ---------------------------------- |
|  | Avfart | Trafikplats Skellefteå | Sundsvall Haparanda; Skelleftehamn |
|  |        | i Boliden              | Malå? (Rv95 svänger)               |
|  |        | ?                      | Jörn, Långträsk                    |
|  |        | Glommersträsk          | Åsele                              |
|  |        | Abborrträsk            | Piteå                              |
|  |        | Arvidsjaur             | Luleå                              |
|  |        | Arvidsjaur             | Gällivare                          |
|  |        | Arvidsjaur             | Östersund                          |
|  |        |                        | Sverige–Norge, anslutande mot Bodø |